# Lengenwang
Lengenwang é um município da Alemanha, situado no distrito da Algóvia Oriental, no estado da Baviera. Tem 19,62 km² de área, e sua população em 2019 foi estimada em 1 490 habitantes.